# Gerhard Tusek
Gerhard Tusek (ur. 8 czerwca 1949 w Wiener Neustadt) – austriacki polityk, nauczyciel i samorządowiec, członek Rady Federalnej.

## Życiorys
Ukończył szkołę ludową (1959) i Bundesrealgymnasium w Berndorf (1967), a 1973 studia nauczycielskie na Uniwersytecie Wiedeńskim, uzyskując kwalifikacje nauczyciela biologii i chemii. Od tegoż roku pracował jako nauczyciel w szkole Bundesrealgymnasium w Rohrbach. Zaangażował się w działalność polityczną w ramach Austriackiej Partii Ludowej, był m.in. wiceprzewodniczącym struktur powiatowych tego ugrupowania. Od 1979 do 1997 zasiadał w radzie miejskiej w Rohrbach in Oberösterreich, od 1997 do 2001 był posłem do landtagu Górnej Austrii. W latach 1991–1997 i 2001–2003 członek austriackiego Bundesratu. Reprezentował austriacki rząd w Konwencie Europejskim (jako zastępca członka).